# Dryoscopus
Dryoscopus é um género de ave da família Malaconotidae.
Este género contém as seguintes espécies:
- Dryoscopus angolensis
- Dryoscopus cubla
- Dryoscopus gambensis
- Dryoscopus pringlii
- Dryoscopus sabini
- Dryoscopus senegalensis